# Nahdlatul Ulama
De Nahdlatul Ulama (ook Nahdatul Ulama) of NU, is een traditionalistisch conservatieve Soennitisch islamitische organisatie in Indonesië. De traditionalistische inslag van deze organisatie is ook af te leiden uit het gebruik van het woord ulama, dat refereert aan de islam-geleerden, getraind in Koranstudies en de interpretaties van de religieuze wetten die de Koran bevat.
Ondanks deze traditionalistische inslag is de voorzitter van de NU, Hasyim Muzadi, een tegenstander van een Indonesië als religieus islamitisch land en roept hij op tot betere samenwerking en een beter begrip tussen de verschillende religieuze groepen en stromingen in Indonesië.
De NU is opgericht op 13 januari 1926, ongeveer tegelijkertijd met de oprichting van de meer reformistische Muhammadiyah. De eerste voorzitter was Hasyim Asy'ari, in die tijd de meest gerespecteerde van de ulama van Indonesië. Zijn kleinzoon, Abdurrahman Wahid, erfde het voorzitterschap van zijn vader. In 1999 werd laatstgenoemde tot president gekozen.
De Nahdlatul Ulama is met meer dan 45 miljoen leden een van de grootste onafhankelijke islamitische organisaties ter wereld. De schattingen wat betreft ledenaantal lopen uiteen en sommigen denken dat de NU meer dan 30 miljoen leden heeft. De NU heeft een grote liefdadigheidsafdeling, die bijspringt waar de Indonesische overheid tekortschiet. Steun gaat onder andere naar scholen, ziekenhuizen en men helpt buurten of kampungs om zelf armoede te bestrijden. Dankzij de sterke traditionele inslag is de Nahdlatul Ulama fel gekant tegen radicale islamitische groeperingen die de afgelopen jaren betrokken zijn geweest bij aanvallen op westerse en christelijke symbolen in Indonesië.

## NU in de politiek
De NU was na de Indonesische onafhankelijkheid betrokken bij de politieke partij Masjoemi. In 1952 ontstond er onenigheid tussen de NU-stroming en de Muhammadiyahstroming binnen Masjoemi, en in dat jaar splitste NU zich af als eigen politieke partij. De partij deed mee aan de verkiezingen van 1955 en 1971 en was in 1955 de derde partij en in 1971 de tweede partij van het land. Om de oppositie te verzwakken werd NU in 1973 met alle andere politieke partijen samengevoegd in de Verenigde Ontwikkelingspartij (PPP). Dit betekende dus het einde van NU als politieke partij, maar de vereniging zelf bleef gewoon bestaan. Na de Reformasi in 1998 werden nieuwe politieke partijen weer toegestaan, en meerdere partijen werden opgericht die zich richtten op de NU-kiezers. De belangrijkste van deze nieuwe partijen is de Partij van het Nationale Ontwaken (PKB), opgericht door Abdurrahman Wahid.

### Verkiezingsresultaten
| Jaar                | Stemmen    | Percentage | Zetels   |
| ------------------- | ---------- | ---------- | -------- |
| 1955 (DPR)          | 6.955.141  | 18,41%     | 45 / 257 |
| 1955 (Konstituante) | 6.989.333  | 18,47%     | 91 / 514 |
| 1971                | 10.213.650 | 18,68%     | 58 / 360 |